# Pelota basca nos Jogos Pan-Americanos de 2023 - Pelota de goma trinquete em duplas masculinas
A competição da pelota de goma trinquete em duplas masculinas da pelota basca nos Jogos Pan-Americanos de 2023 foi disputada entre 31 de outubro e 5 de novembro de 2023 no Estádio Español, em Las Condes. Um total de dez duplas, cada uma representando um Comitê Olímpico Nacional (CON), participaram do evento.

## Calendário
Horário local (UTC−3).
| Data          | Hora  | Fase          |
| ------------- | ----- | ------------- |
| 31 de outubro | 17:00 | Fase de grupo |
| 1 de novembro | 17:00 | Fase de grupo |
| 2 de novembro | 17:00 | Fase de grupo |
| 3 de novembro | 17:00 | Fase de grupo |
| 4 de novembro | 17:30 | Fase de grupo |
| 5 de novembro | 9:00  | Finais        |

## Medalhistas
| Ouro   | ARG Facundo Andreasen e Alfredo Villegas |
| Prata  | MEX Arturo Rodríguez e Daniel García     |
| Bronze | CHI Julián Stabon e Esteban Romero       |

## Resultados

### Fase de grupo
Todas as duplas se enfrentam em um único grupo. As duas melhores avançam para a disputa de medalha de ouro e as duas seguintes para a disputa pelo bronze.
| Pos. | Jogadores                                        | Pts | J | V | D | GP | GC | PP  | PC  |
| ---- | ------------------------------------------------ | --- | - | - | - | -- | -- | --- | --- |
| 1    | ARG Argentina Facundo Andreasen Alfredo Villegas | 12  | 4 | 4 | 0 | 8  | 0  | 120 | 55  |
| 2    | MEX México Arturo Rodríguez Daniel García        | 10  | 4 | 3 | 1 | 6  | 3  | 114 | 86  |
| 3    | URU Uruguai Manuel Pelúa Andrés Pintos           | 8   | 4 | 2 | 2 | 4  | 5  | 92  | 110 |
| 4    | CHI Chile Julián Stabon Esteban Romero           | 6   | 4 | 1 | 3 | 4  | 6  | 109 | 110 |
| 5    | PER Peru Renée Escapa André Bellido              | 4   | 4 | 0 | 4 | 0  | 8  | 46  | 120 |

| 31 de outubro 17:00 | ARG F Andreasen – A Villegas | 2–0 | MEX A Rodríguez – D García | Estádio Español Árbitro(s): URU Matilde Acosta |
| 31 de outubro 17:00 | (15–7, 15–9) Relatório       |     |                            | Estádio Español Árbitro(s): URU Matilde Acosta |

| 31 de outubro 18:00 | URU M Pelúa – A Pintos        | 2–1 | CHI J Stabon – E Romero | Estádio Español Árbitro(s): ARG Jorge Balbi |
| 31 de outubro 18:00 | (15–12, 6–15, 10–8) Relatório |     |                         | Estádio Español Árbitro(s): ARG Jorge Balbi |

| 1 de novembro 17:00 | ARG F Andreasen – A Villegas | 2–0 | URU M Pelúa – A Pintos | Estádio Español Árbitro(s): CHI Gaetano Santoro |
| 1 de novembro 17:00 | (15–6, 15–9) Relatório       |     |                        | Estádio Español Árbitro(s): CHI Gaetano Santoro |

| 1 de novembro 18:00 | MEX A Rodríguez – D García | 2–0 | PER R Escapa – A Bellido | Estádio Español Árbitro(s): URU Matilde Acosta |
| 1 de novembro 18:00 | (15–4, 15–7) Relatório     |     |                          | Estádio Español Árbitro(s): URU Matilde Acosta |

| 2 de novembro 17:00 | PER R Escapa – A Bellido | 0–2 | ARG F Andreasen – A Villegas | Estádio Español Árbitro(s): URU Alejandro Varela |
| 2 de novembro 17:00 | (4–15, 5–15) Relatório   |     |                              | Estádio Español Árbitro(s): URU Alejandro Varela |

| 2 de novembro 18:00 | CHI J Stabon – E Romero       | 1–2 | MEX A Rodríguez – D García | Estádio Español Árbitro(s): ARG Jorge Balbi |
| 2 de novembro 18:00 | (7–15, 15–13, 7–10) Relatório |     |                            | Estádio Español Árbitro(s): ARG Jorge Balbi |

| 3 de novembro 17:00 | CHI J Stabon – E Romero | 0–2 | ARG F Andreasen – A Villegas | Estádio Español Árbitro(s): URU Matilde Acosta |
| 3 de novembro 17:00 | (7–15, 8–15) Relatório  |     |                              | Estádio Español Árbitro(s): URU Matilde Acosta |

| 3 de novembro 18:00 | PER R Escapa – A Bellido | 0–2 | URU M Pelúa – A Pintos | Estádio Español Árbitro(s): ARG César Maderna |
| 3 de novembro 18:00 | (7–15, 8–15) Relatório   |     |                        | Estádio Español Árbitro(s): ARG César Maderna |

| 4 de novembro 17:30 | MEX A Rodríguez – D García | 2–0 | URU M Pelúa – A Pintos | Estádio Español Árbitro(s): ARG Jorge Balbi |
| 4 de novembro 17:30 | (15–5, 15–11) Relatório    |     |                        | Estádio Español Árbitro(s): ARG Jorge Balbi |

| 4 de novembro 18:30 | CHI J Stabon – E Romero | 2–0 | PER R Escapa – A Bellido | Estádio Español Árbitro(s): ARG César Maderna |
| 4 de novembro 18:30 | (15–6, 15–5) Relatório  |     |                          | Estádio Español Árbitro(s): ARG César Maderna |

### Finais

#### Disputa pelo bronze
| 5 de novembro 9:00 | URU M Pelúa – A Pintos  | 0–2 | CHI J Stabon – E Romero | Estádio Español Árbitro(s): ARG César Maderna |
| 5 de novembro 9:00 | (8–15, 14–15) Relatório |     |                         | Estádio Español Árbitro(s): ARG César Maderna |

#### Disputa pelo ouro
| 5 de novembro 12:00 | ARG F Andreasen – A Villegas | 2–0 | MEX A Rodríguez – D García | Estádio Español Árbitro(s): URU Alejandro Varela |
| 5 de novembro 12:00 | (15–8, 15–2) Relatório       |     |                            | Estádio Español Árbitro(s): URU Alejandro Varela |